# 最終幻想水晶編年史 命運之輪
《最終幻想水晶編年史 命運之輪》，是一款由史克威爾艾尼克斯發售在任天堂DS上的最终幻想主题的外传遊戲。本作发售于2007年8月23日，主題曲為aiko的《沒有星星的世界》（遊戲中未收錄）。
最终幻想水晶编年史系列的第二彈，簡稱為「FFCCRoF」。前作為《最终幻想水晶编年史》（FFCC），然而兩作相同之處只限於世界觀，因此可以當此作是全新的一部作品。
遊戲當包括了「單人模式」及「多人模式」，單人模式為故事模式，作為發展故事的主線。而多人模式則由玩家自行製作一名人物（分別為四個種族與男女共八種可能性），在同一地圖下與其他玩家（或是一個人也可以）一同冒險、接受國王的委託，有人說多人模式才是遊戲的核心。

## 遊戲操作與系統
- 基本操作與GC版異曲同工。而本作亦加上了「捉住飛行的敵人來踢」、「把敵人舉起丟向牆」、「把同伴舉起來」等。而且亦有升級功能，有很強的RPG元素，3D的畫面像是把NDS的所有功能都用盡了。
- 故事模式中除了控制的角色外，其他同伴都是COMP。可以各同伴一起發動魔石，使魔石力量升級。各種族角色也有不同的蓄氣攻擊，但會使用SP。
- 利用NDS功能，選擇魔石、道具及同伴都要由觸屏操作。
- 另一方面，遊戲使用了「紙娃娃系統」，所有裝備都會在角色身上表現出來，當中包含了女僕裝及水手服等萌系衣飾，裝備可在武器店購買或在工房合成。
- 在冒險中會找到莫古利，可為莫古利的身體塗鴉及收集印章，集齊一定數目的印章後會得到賽車小遊戲，再過一定數目則得到道具。

## 世界觀
這是一個包含不同世界的設定，而連接各種世界的則是利用到「水晶」，有並行世界的物理假設構念。綠色的水晶代表了正義、忠厚之心；而月亮般的紅色則代表邪惡。不信任水晶的人民被稱為「月之民」，以人間的憎恨、憤怒、嫉妒作為糧食。人民通常以水晶作為日常使用魔法的媒介，而月之民則以祭品來向「月亮之神」祈求以使用魔法。
主要的人民亦有四類，分別為：
- クラヴァット族—有著平衡的力量的人類，愛好和平。劍士為主。
- ユーク族—一直穿著鎧甲的鳥類生物，因為精通魔法及研究而成為魔法師。
- セルキー族—有著強勁體格及美貌的野性一族，通常很自我中心。是森林的弓箭手。
- リルティ族—可愛的小矮人，可以鍊成魔石的鍊金術師。

## 單人模式登場角色
尤利（聲：比嘉久美子）
クラヴァット族，標準的正義男主角，小時好奇心大過天，褲子也是一高一低完全不整齊，是個如果沒有姐姐切莉加在就一定會撞板的超級大呆子。父親死後則變得非常成熟，但還是很有正義感，做事也非常直爽。雖然口說要與切莉加永遠在一起，但看姐姐的命比看自己的命重要，總是不希望姐姐擔心，只要姐姐不在，便沒有提起劍的勇氣。
切莉加（聲：黑河奈美）
クラヴァット族的金髮女孩，非戰鬥角色。小時是一名膽小得要命的女孩，因為與尤利是雙胞胎姐弟，喜歡以姐姐身份作弄尤利，而且笑容滿臉。長大後也是非常成熟而且有正義感，一切以尤利優先，她也是一名天生的水晶能力使者，只是如果尤利不在，她就用不了水晶的力量。過度使用水晶的力量會減弱自己的生命力，但她總是一直犧牲自己與尤利一起。及後尤利說在不同的世界的他身邊也不會沒有切莉加，也就是說二人應該是命運共同體。
拉特貝（聲：高瀨右光）
兩姐弟的父親，是一名正義感非常強大的人。
艾潔絲（聲：小林さやか）
水晶使用者。姐弟的母親，在兩姐弟還在嬰兒時期就被神殿的人帶走。雷貝納・提・拉歴史上最強的水晶使，被喻為詠星的巫女。
蜜絲（聲：和田みちる）
リルティ族的鍊金術士。以前其實是雙胞胎出生時的接生護士，不過總是喜歡被尤利摸頭，那時她就會露出貓咪的樣子。與那修一樣，也是一個喜怒哀樂形於色的角色，應該是大人的她精神年齡與小孩子沒分別。愛哭愛笑又愛生氣，尾語是「的說」，有時會擺出大人的架子。
阿魯哈納雷姆（聲：園部啓一）
ユーク族，是一名草藥及魔藥學上非常了得的魔法師，小名阿魯（アル）。本身是宮庭魔法師，在水淹事件中與兄妹的父母及蜜絲一起隱居在小村子中，總是被愛玩的雙胞胎弄至一頭煙，亦常被切莉加熊抱，尾語阿魯。感覺有點像活字典，相信理論、喜歡研究，面對任何時都覺得理所當然，所以有些會被自己認為做不到的奇蹟嚇呆。而身為前宮廷魔法師的他這個男子名被一名女的冒用了。
那修（聲：日野未步）
セルキー族。小時村人因為瘟疫而全部去世，自己一個人在森林中成長，心中只想著吃，為了吃他可能真的什麼也能做出來。因為天生樂觀所以很少大發脾氣，亦會把所想表露在臉上，對於吃及朋友以外的東西他都認為是無聊事。似乎不喜歡尤利他們以外的人類，與動物都很親近。
古魯加國王（聲：相澤正輝）
セルキー族。是雷貝納・提・拉的國王，充滿正義感。因為王族的力量而有著所有世界的記憶，但一直為愛女提提奧的犧牲而內疚不已。
提提奧公主（聲：小櫻悅子）
セルキー族與クラヴァット族的混血兒。雷貝納・提・拉的公主，與蜜絲一同學習，在尤利的父母未結婚前就因為被月之民捉住而犧牲。之後以靈魂的方式出現在尤利面前，並解救了尤利。
殊提魯史基
莫古利的一員。教助主人公冒險的方式，為「莫古利商會」購入不同的道具，相信有錢就是萬能。
古‧積斯貝魯（聲：真殿光昭）
把阿切絲猜走的元兇，自稱是月之民的敵人角色，一直都戴著臉具，種族為クラヴァット。
利茲（聲：杉山滋美）
假裝成阿魯哈納雷姆的女性，死亡世界的BOSS，厭惡水晶的存在。
加魯迪斯教皇（聲：飯塚昭三）
セルキー族，是一切事情的元兇，為了得到所有世界而登上神匹殿教皇的寶座，最後因為被雙子打倒而陷入世界的輪迴中。

## 冒險地點簡介
除了主角的村子（故事模式：自己的村；多人模式：山間的村）及雷貝納・提・拉王城外，亦有不少的冒險地點，以進行故事的發展。
二周目後亦出現了新的冒險地點：毒沼斐洛特，對故事發展沒有影響，但有那邊才可以收集的材料。
後山的洞穴
正確名稱為英靈之谷，位於主角村子後山，是玩家第一次接觸戰鬥的地圖，非常多的提示板教導玩家戰鬥及過地圖。
被丟棄的街
雷貝納・提・拉王城中已經被拋棄的街道，最近出現了很多怪物。
烏魯山
ユーク族修練的山，那兒有很多外表很像莫古利的莫古利草成長。在主角長大後，亦是在這邊解救被困在紅色水晶的阿魯哈納雷姆。
深淵之森
由於水晶異變而變得連植林也會攻擊人的森林，主角們為了見王國而到這兒冒險收集情報，森林住民的那修加入。
雷娜·史艾魯
為了幫雷貝納・提・拉防止水害而建立的水都，中間有一座很大的水晶。現在已經成為了廢墟。蜜絲加入。
罪人島
正確名稱為基拉古島，莫古利一族的度假之地，FFCC中的基拉古火山，因為主角們被誤會刺傷國王而被送到這兒，是流放罪人的島嶼。
 ???（幽界）
去世的人治療靈魂的地方，尤利與去世的父親再戰。
過去的雷娜·史艾魯
雷娜·史艾魯變成廢墟的真相，公主提提奧在這兒用盡靈魂的力量，與現在的有差別。
水晶神殿
最後的戰鬥地點，亦是最困難的地圖，玩家需要用盡所有之前學過的過地圖方式。在故事模式中，第一次戰勝教皇後，水晶神殿會變成幾乎沒必要過地圖的月之神殿，最後打倒教皇。而在多人模式中，會有連續三場BOSS戰，每場的中間都有回復水晶。

## 外部連結
- 官方网站（日語）
- FFCCNews（史克威爾艾尼克斯） （页面存档备份，存于）